# Georg Lucas

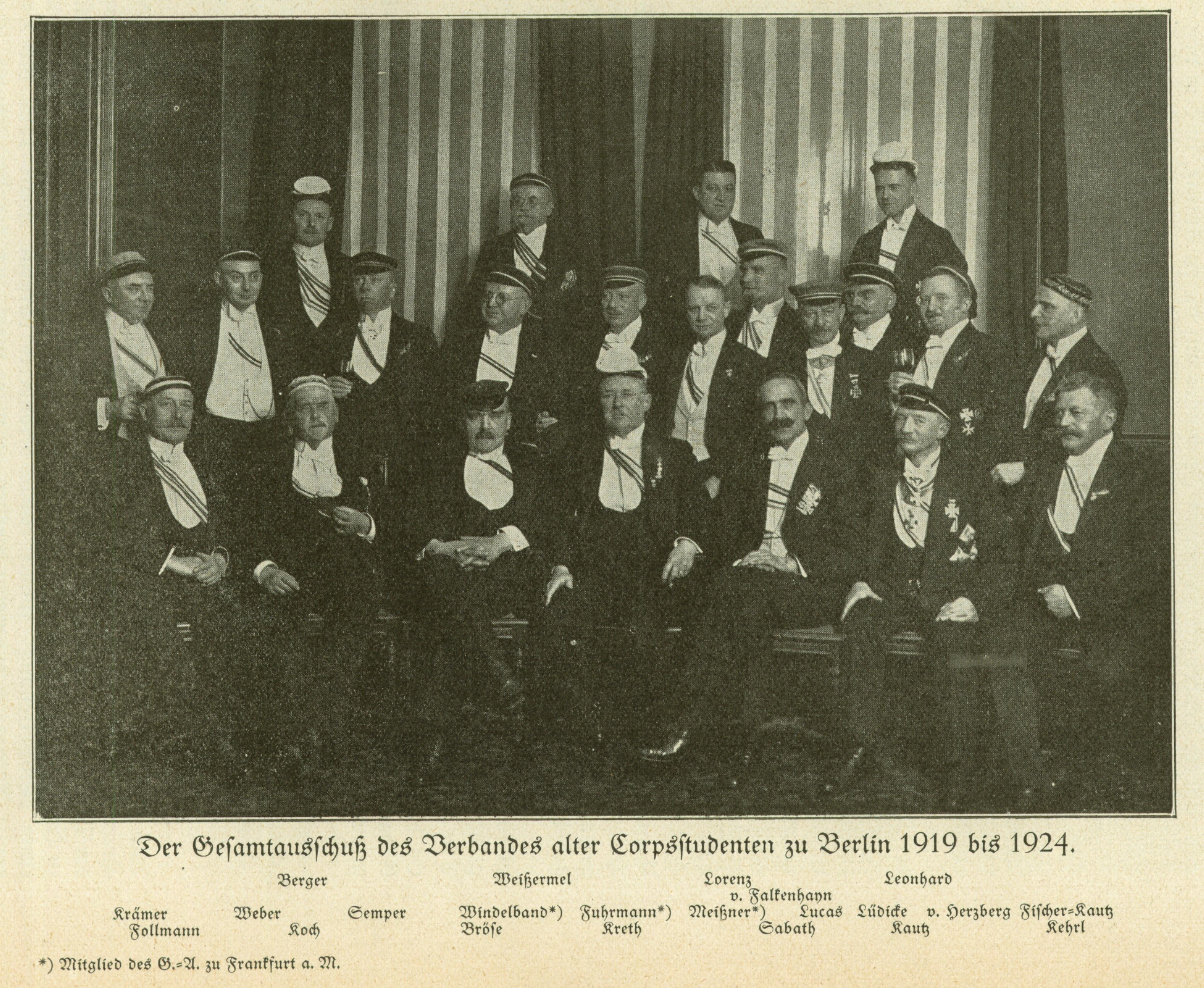
Lucas im Gesamtausschuss des VAC

Georg Heinrich Martin Lucas (* 15. Mai 1865 in Hanau; † 13. April 1930 in Berlin) war ein deutscher Richter und Reichstagsabgeordneter.

## Leben
Lucas besuchte die Hohe Landesschule in Hanau. Nach dem Abitur begann er an der Albert-Ludwigs-Universität Freiburg und der Philipps-Universität Marburg Rechtswissenschaft zu studieren. 1886 wurde er im Corps Hasso-Nassovia aktiv. Als Inaktiver wechselte er an die Friedrich-Wilhelms-Universität zu Berlin. 1888 wurde er Gerichtsreferendar und 1892 Gerichtsassessor. 1894/95 war er Syndikus der Stadt Northeim und ab 1899 Amtsrichter in Langenselbold. Im selben Jahr promovierte er an der Universität Leipzig zum Dr. iur. Vom 30. Juli bis 1. Dezember 1906 nahm er als einer von vier Reichstagsabgeordneten an einer parlamentarischen Studienreise nach China und Japan teil. Ab 1908 wirkte er als Amtsgerichtsrat in Wiesbaden, ab 1909 als Oberlandesgerichtsrat am Oberlandesgericht Frankfurt am Main. 1909 wurde er als Vortragender Rat in das Reichsjustizamt berufen. 1915 kam er von der Front an das neugebildete Reichsschiedsgericht für Kriegswirtschaft und Kriegsbedarf. 1920 wurde er zum Präsidenten des daraus hervorgegangenen Reichswirtschaftsgerichts berufen und Ende 1923 zum Vorsitzenden des Kartellgerichts beim Reichswirtschaftsgericht bestellt.
Er war Oberleutnant der Landwehr-Infanterie II. Aufgebot, Mitglied des Kreisausschusses und Kreistags des Kreises Hanau und des Kommunallandtags für den Bezirk Kassel. Von 1903 bis 1907 war er Mitglied des Deutschen Reichstags für den Reichstagswahlkreis Regierungsbezirk Kassel 8 (Hanau, Gelnhausen) für die Nationalliberale Partei. Bei der erneuten Wahlkandidatur 1907 verlor er sein Mandat an den SPD-Kandidaten Gustav Hoch. Er veröffentlichte eine Reihe von Beiträgen in der Zeitschrift für die gesamte Staatswissenschaft. Seine letzte Ruhestätte befindet sich auf dem Südwestkirchhof Stahnsdorf.

## Ehrungen
- Geheimer Oberregierungsrat[1]
- Ehrenmitglied des Corps Hasso-Nassovia (16. Juli 1929)